# Nhàn sông

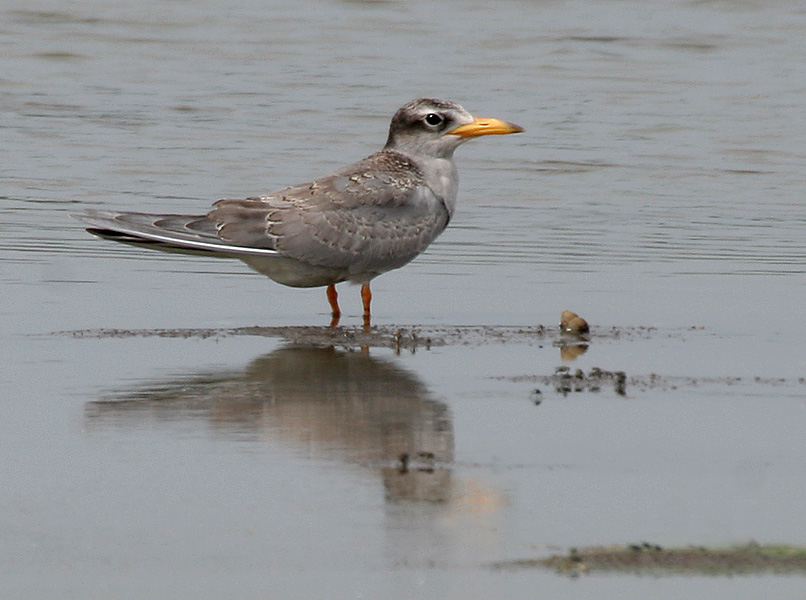
Con non

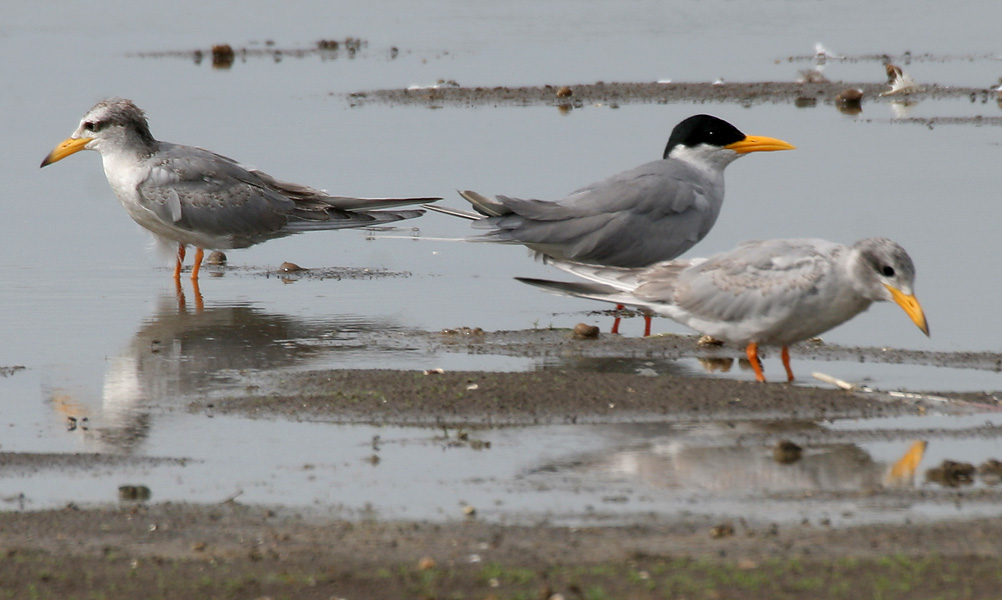
Con trưởng thành và con non

Nhạn sông (danh pháp hai phần: Sterna aurantia) là một loài chim biển trong họ Nhàn. Sterna aurantia là loài sinh sản địa cư ở các sông nội địa từ Iran về phía đông đến tiểu lục địa Ấn Độ và xa hơn đến Myanmar đến Thái Lan nơi nó không phổ biến. Không giống các loài nhàn khác, loài nhàn sông này chỉ sống ở vùng nước ngọt, hiếm khi hiện diện ở các rạch thủy triều.
Loài này sinh sản từ tháng 3-tháng 5 trong các nhóm tại các khu vực khó tiếp cận như bãi cát ở các sông. Nó làm tổ trong một lỗ đào trên mặt đất, thường trên đá trần hoặc cát, và đẻ ba trứng mỗi tổ, trứng màu từ xám hơi xanh lá cây đến màu da bò lốm đốm và sọc nâu.
Đây là một loài nhàn có kích thước trung bình, dài 38–43 cm, với màu xám đen trên lưng, phần dưới màu trắng. Mỏ màu vàng và chân màu đỏ. Chúng ăn bằng cách lặn bắt cá, động vật giáp xác, nòng nọc và côn trùng thủy sinh ở sông, hồ, và bể lớn chứa nước. Số lượng của chúng đang giảm do ô nhiễm môi trường sống.